# Улица Дорошенко (Львов)

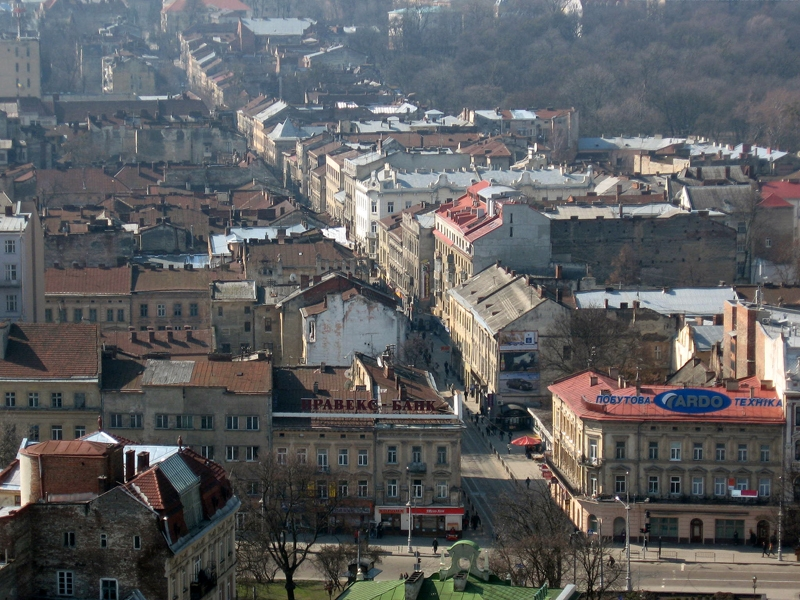
Нижняя часть улицы Дорошенко; до конца XVIII века здесь тянулись покрытые кустарником болота

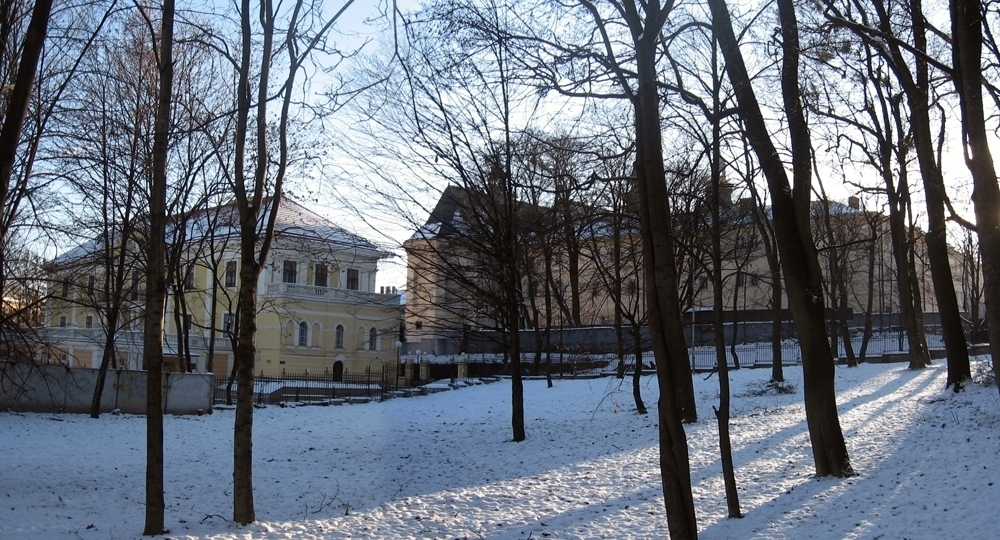
Верх улицы Дорошенко — пригородные львовские фортификации XVII века (арсенал Сенявских и монастырь доминиканок с костёлом Святой Магдалены)

У́лица Дороше́нко — одна из центральных улиц во Львове (Украина). Находится в Галицком районе города, начинается на пересечении с проспектом Свободы и заканчивается перекрёстком с улицей Бандеры. Параллельно улице Дорошенко идёт улица Коперника.

## Название
Улица Дорошенко известна с 1569 года как Сикстовская дорога. Это название происходит от фамилии Эразма Сикста, доктора медицины, чей фольварок (помещичье хозяйство) находился возле костёла Святой Марии Магдалены. В 1938 году отрезок Сикстуской улицы от Главного почтамта до улицы Леона Сапеги (ныне — Бандеры) получил название улицы Обороны Львова. В 1941—1944 годах улица носила название Сикстутсштрассе, 1944 — Сикстуская, 1944 — начало 1990-х — Жовтневая (то есть Октябрьская), с начала 1990-х — улица была названа в честь гетмана Правобережной Украины Петра Дорошенко.

## История
В верхней части улицы в XVII веке были построены арсенал Сенявских и монастырь доминиканок с костёлом Святой Магдалены, которые образовали фортификационный участок к западу от городских укреплений. В XVIII веке верхняя часть улицы принадлежала князю Августу Чарторыйскому, здесь находился его дворец, в котором в ноябре 1792 года останавливался Тадеуш Костюшко.
До конца XVIII века нижнюю часть улицы занимали топкие места и болота, где львовяне охотились на диких уток. Эти участки начали быстро застраиваться в середине XIX века после сноса городских стен и формирования будущих площади Мицкевича и проспекта Свободы.
В XIX веке верхняя часть Сикстуской считалась далёкой от города, сюда приезжали на отдых. Большой участок земли нечётной стороны улицы вместе с садом занимал костёл и монастырь доминиканок, а после ликвидации ордена в 1792 году эту недвижимость заняла грекокатолическая духовная семинария.
Часть этого участка в 1890 заняли здание Главпочтамта и новый дом семинарии. Удачно были выполнены жилые дома № 45-61 (архитектор Ю. Менкер) и № 60-71 (архитектор В. Минкевич), которые образовали линию одностильных домов с яркими индивидуальными чертами. Комфортабельность этих домов (удобное планирование, высота потолка, соотношение жилой и функциональной площади) обусловило то, что после окончательного присоединения Львова к УССР в 1944 году значительную часть жилья здесь заняли областные руководители высокого ранга.
В 1894 году по нижней части Сикстуской проложили линию электрического трамваю от железнодорожного вокзала до Гетманских валов, откуда она разветвлялась к Галицкой краевой выставке на Софиевке и через площадь Рынок на Лычаков.
До 1939 года на улице Сикстуской находилось несколько издательств и редакций газет: официальные газеты «Wіadomoścі Gmіnne», «Gazeta koścіelna» и «Głos prawa», газеты «Wschód», «Zorza nowa».
Во время Великой Отечественной войны два здания в нижней части улицы были разрушены в результате бомбардировки. Освободившийся участок частично пустует, частично был занят зданием — «пеналом» телефонной станции и трамвайной остановкой. В советское время в верхней части улицы было построено также здание Львовского медицинского училища.

## Известные жители
- В № 52 жил последний довоенный президент города Львова Станислав Островский (1892—1982).
- В № 45-61 жила львовская коммунистическая элита; на одном из домов установлена плита, посвященная Юрию Мельничуку, редактору украинского литературного журнала «Жовтень».
- В № 48 22 июня 1941 г. в доме на улице от упавшей немецкой авиационной бомбы погибли писатели Степан Тудор и Александр Гаврилюк.
- В № 77 — Дом Альфреда Залевской в стиле модернизированного классицизма (1910—1911, архитектор Збигнев Брохвич-Левинский). В доме жил львовский архитектор Тадеуш Обминский (1874—1932).